# Лабудово окно

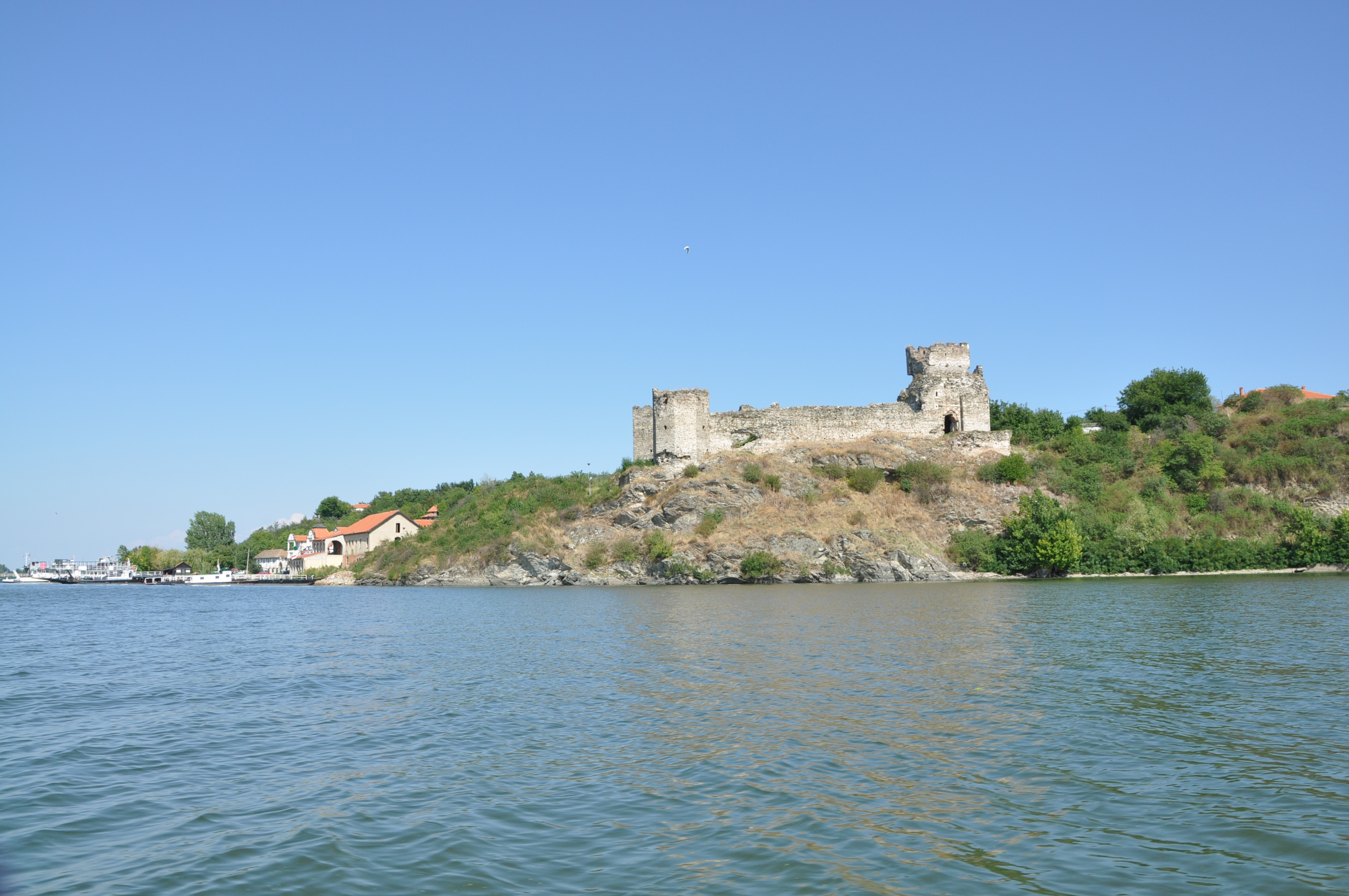
Рамская крепость XV века, вид с южной части Лабудова окна

Лабудово окно (серб. Labudovo okno / Лабудово окно) — особый природный заповедник в Сербии, относящийся к водно-болотным угодьям по Рамсарской конвенции.

## Местоположение
Находится в 75 км к востоку от Белграда, вдоль Дуная от острова (ады) на Жилаве до сербско-румынской границы. За исключением небольшого участка на правом берегу Дуная в Центральной Сербии, весь заповедник находится в Воеводине, в общинах Ковин и Бела-Црква. Также заповедник служит границей между Банатом на севере и Браничево на юге. В переводе с сербского означает в вольном переводе «место, где собираются лебеди».

## География
Находится на южном хребте Паннонской равнины, между Делиблатскими песками на севере и частью Дуная — озером Рам — на юге. После того, как была построена ГЭС Джердап I и появилось водохранилище, воды Дуная затопили близлежащие равнины. Зона Делиблатских песков — засушливая, водных источников там нет, хотя подземные воды Дуная на аллювиальных равнинах образуют постоянные пруды во впадинах, созданных ветром. Во время паводков эти пруды сливаются в крупные озёра и соединяются с Дунаем.
К заповеднику относятся сток Дуная и поймы рек вдоль берегов Дуная — затопленные устья рек Караш (с меандрами вверх по течению) и Неры, приток Дуная Дунавче, Дубровацкое и Затоньское болота, Стевановы равнины и острова (ады) Жилава, Чибуклия и Завойска. Также выделяются Джурица, Стеванова равнина, Малая равнина, Вич и остров Дубовац. Северное, банатское побережье, частично сделано из лёсса и в некоторых моментах имеет вертикальную форму. На расширяющемся участке, где впадают реки Караш и Нера, ширина Дуная достигает 5 км. Всего площадь водно-болотных угодий — 50 км².

## Природа

### Растительный мир
К водной среде обитания относятся постоянные речные потоки, отмели, затопленные леса и солёные болота. Существуют разные растительные сообщества, в том числе водно-болотные сообщества растений, влажные равнины и степные пастбища. Так, на влажных равнинах произрастают адонис весенний (фазаний глаз), мордовник шароголовый, чеснок жёлтый и грибы. Заповедник — одно из последних мест, где сохранились редкие водно-болотные растения Сербии, такие как кувшинка белая и кубышка жёлтая. В водолюбивых лесах растут ива, тополь, дуб черешчатый и находящийся под угрозой исчезновения боярышник чёрный, а также ломонос виноградолистный и грибы. На берегах растёт особый вид тополя — мазер, который может жить до 300 лет и высоко ценится как мебельный материал (его ветви напоминают тёмные розы на белом дереве). На отмели растёт тростник.

### Животный мир
В Лабудовом окне живут различные виды пресноводных моллюсков, песчаная мелания и пиявки, составляющие основу цепи питания. Насчитывается до 1200 видов членистоногих: на песчаных берегах обитают бембекс носатый, клопы и эндемичные жуки; в степях обитают пауки-крестовики, а собственно к водным обитателям относятся комары, стрекозы, окаймлённые жуки-плавунцы, пауки-серебрянки и раки. Также есть 22 вида земноводных и пресмыкающихся, которые обитают в Восточном Средиземноморье, на черноморском и каспийском побережьях: сирийская чесночница, краснобрюхая жерлянка (жабы), крымская ящерица, зелёная ящерица и каспийский полоз. Насчитывается 50 видов рыб: сазан, щука, обыкновенный сом и стерлядь.
Лабудово окно — важное место для гнездования, зимовки и миграции гусеобразных в Сербии. Насчитывается порядка их 55 видов, многие из которых являются редкими. Здесь зимуют белолобый гусь, серый гусь, обыкновенный гоголь, орлан-белохвост и большой подорлик, здесь строят гнёзда малый баклан и каравайка (причём каравайка только здесь). Здесь обитают более 20 тысяч водоплавающих птиц, в том числе и лебеди — во время миграции, зимовки и высиживания птенцов здесь насчитывается более 40 тысяч особей таких птиц, как малая белая цапля, красноголовый нырок и луток. На песчаном побережье обитают до 15 тысяч береговушек — крупнейшая колония в Европе. В январе на участке в 10 км селятся 80 тысяч птиц, что составляет 20% ото всей популяции зимующих в Сербии птиц. Всего в заповеднике насчитывается 250 видов птиц — лысуха, поганковые, чайки, водяной пастушок, крохали, скопа, баклановые, малая выпь, обыкновенная кваква, серая цапля, пеганки, кряква, чирок-свистунок, свиязь, серая утка, хохлатая чернеть, шилохвость и широконоска. Также здесь насчитывается крупнейшая колония золотистых щурок. Гуси летят днём на поля кормиться, возвращаясь вечером на водные угодья, а утки летят кормиться ночью.
Насчитывается также 39 видов млекопитающих: несколько сотен шакалов, собирающихся в стаи по 10-15 особей, а также находящийся под угрозой исчезновения слепыш, занесённый в Красную книгу МСОП. Заповедник в Паннонском бассейне — главный репродуктивный центр слепышей. Есть также несколько находящихся под угрозой исчезновения видов летучих мышей и небольшая популяция выдр.

## В человеческой истории
Старейшие находки в охраняемой зоне датируются бронзовым веком. В древнегреческих мифах утверждается, что здесь проплывали Ясон и аргонавты в поисках Золотого руна и назвали эту землю Лаурион; сербские предания рассказывают, что ещё до принятия Сербией христианства на острове Дубовац стояло языческое капище, где поклонялись Перуну, Велесу и Вотану. Во времена Римской империи здесь располагался один из лагерей войск под командованием императора Траяна, который отсюда повёл свои силы на завоевание Дакии и возвёл мост Траяна через Дунай.
В связи с разрывом советско-югославских отношений с 1948 года на территории Лабудова окна строились оборонительные сооружения на случай нападения советских войск или иного противника: сохранились бункеры и противотанковые рвы тех времён. В наши дни территория слабо населена, основные занятия местных жителей — земледелие, скотоводство, ловля рыбы и разведение пчёл. Выращивается кукуруза, пшеница, подсолнухи, яблоки и виноград. В 2008 году на территории национального парка был снят фильм Душан Ковачевича «Святой Георгий убивает змия».

## Охрана
Лабудово окно отнесено МСОП к категории IV, с 1 мая 2006 года признано водно-болотными угодьями по Рамсарской конвенции. Охраняемая зона — 37,33 км². В 2017 году Общество защиты и изучения птиц Сербии забило тревогу по поводу угрозы существования Лабудова окна и призвало повысить уровень защиты. Ряд организаций по защите окружающей среды регионального и государственного уровня начали разрабатывать план по превращению Лабудова окна в природный парк и развития экотуризма. Основные проблемы — загрязнение, браконьерство, вывоз песка и урбанизация.